# Hyalorista exuvialis
Hyalorista exuvialis är en fjärilsart som beskrevs av Achille Guenée 1854. Hyalorista exuvialis ingår i släktet Hyalorista och familjen Crambidae. Inga underarter finns listade i Catalogue of Life.